# Paragonaster chinensis
Paragonaster chinensis is een kamster uit de familie Pseudarchasteridae.
De wetenschappelijke naam van de soort werd in 1983 gepubliceerd door Liao.